# Scott McTominay
Scott McTominay (Lancaster, 8 december 1996) is een Engels-Schots betaald voetballer die doorgaans als middenvelder speelt. Hij verruilde Manchester United in 2024 voor Napoli. McTominay debuteerde in 2018 in het Schots voetbalelftal.

## Clubcarrière

### Manchester United
McTominay werd op vijfjarige leeftijd opgenomen in de jeugdopleiding van Manchester United. Bij die club tekende hij in juli 2013 zijn eerste profcontract. Op 30 april 2017 zat hij voor het eerst bij de wedstrijdselectie, voor het thuisduel met Swansea City (1–1). Een week later debuteerde McTominay in het profvoetbal, in een uitwedstrijd tegen Arsenal FC in de Premier League. McTominay mocht na 84 minuten invallen voor Juan Mata. Arsenal had op dat moment al een 2–0 voorsprong die het niet meer weggaf. In de laatste competitiewedstrijd van het seizoen, thuis tegen Crystal Palace (2–0), mocht McTominay in de basiself starten. Op 24 mei 2017 won Manchester United de Europa League-finale van Ajax, maar McTominay zat niet bij de wedstrijdselectie voor dit duel. 
In de voorbereiding op het seizoen 2017/18 mocht McTominay zich laten zien. Hij scoorde in de 3–0 oefenzege op Vålerenga IF. Op 18 oktober 2017 maakte hij zijn internationale debuut, op bezoek bij SL Benfica in de Champions League. In de blessuretijd kwam hij binnen de lijnen voor Henrich Mchitarjan. Twee dagen later verlengde McTominay zijn contract bij Manchester United tot medio 2021. Op 31 oktober 2017 speelde hij een volledig Champions League-duel, wederom tegen SL Benfica. In de competitie moest hij wachten tot 13 december 2017 tot zijn eerste speelminuten. Op 19 mei 2018 bleef hij de gehele verloren FA Cup-finale tegen Chelsea FC op de reservebank.
Op 21 januari 2019 verlengde McTominay zijn contract bij de club tot medio 2023, met een optie voor een extra jaar. Nadat José Mourinho als Manchester United-trainer werd vervangen door Ole Gunnar Solskjær, kreeg McTominay oorspronkelijk minder speeltijd, maar aan het eind van het seizoen werd hij een basisspeler, zo ook in beide wedstrijden van de Champions League-kwartfinale tegen FC Barcelona in april 2019. Op 2 april 2019 was McTominay voor het eerst trefzeker in het profvoetbal. Toch verloor Manchester United die dag het uitduel tegen Wolverhampton Wanderers met 2–1. 
Op 30 september 2019 was McTominay voor het eerst trefzeker op Old Trafford. Hij was die dag verantwoordelijk voor het enige doelpunt van Manchester United bij een gelijkspel tegen Arsenal FC. Door op 27 oktober 2019 de score te openen bij een 1–3 zege op Norwich City, maakte hij het 2000ste doelpunt van Manchester United in de Premier League. Tussen december 2019 en februari 2020 kreeg McTominay te maken met een knieblessure. Op 27 februari 2020 maakte hij zijn eerste internationale doelpunt, bij een 5–0 zege op Club Brugge in de zestiende finale van de UEFA Europa League. Op 8 maart 2020 scoorde hij in de derby tegen Manchester City (2–0 winst). Op 23 juni 2020 werd het contract van McTominay bij Manchester United verlengt tot medio 2025.
Op 20 december 2020 scoorde McTominay twee keer in de eerste drie minuten van de thuiswedstrijd tegen Leeds United (6–2 zege). Nooit eerder scoorde een speler zo snel tweemaal in een Premier League-duel. Op 9 januari 2021 droeg hij de aanvoerdersband en was hij verantwoordelijk voor de enige treffer van de wedstrijd in het FA Cup-duel tegen Watford FC. Op 26 mei 2021 verloor Manchester United op strafschoppen de Europa League-finale van Villarreal CF. McTominay werd vlak voor de strafschoppenserie vervangen door Alex Telles. Na afloop van het seizoen werd hij door de UEFA opgenomen in een 23-koppige selectie van de beste spelers van het Europa League-seizoen.
Nadat hij in het seizoen 2021/22 37 wedstrijden speelde in alle competities, werd in de zomer van 2022 Casemiro overgenomen van Real Madrid. Dit betekende bijna een halvering in zijn aantal speelminuten voor het seizoen erop. Hij was dat seizoen vooral invaller, maar kwam wel tot 39 wedstrijden in alle competities.
In het seizoen 2023/24 bleek McTominay een uitstekende pinchhitter. Op 7 oktober was hij als invaller in de 87'ste minuut goed voor twee doelpunten in de blessuretijd, waardoor United met 2-1 won van Brentford. Op 29 november scoorde hij zijn eerste uitgoal in de Champions League in een 3-3 gelijkspel tegen Galatasaray, terwijl hij een week later met twee doelpunten matchwinner was in een 2-1 overwinning op Chelsea. Op 17 december was hij tegen Liverpool voor het eerst in een Premier League-wedstrijd captain van Manchester United, dat met 0-0 gelijkspeelde. Op 11 februari 2024 scoorde hij tegen Aston Villa de winnende goal in een 2-1 overwinning. Hij scoorde dat seizoen tien keer in alle competities, zijn hoogste aantal in zijn carrière tot dan toe.
In augustus 2024 vertrok hij voor iets meer dan 30 miljoen euro naar Napoli.

## Clubstatistieken
| Seizoen         | Club              | Competitie      | Competitie | Competitie | Beker | Beker | Internationaal | Internationaal | Totaal | Totaal |
| Seizoen         | Club              | Competitie      | Wed.       | Dlp.       | Wed.  | Dlp.  | Wed.           | Dlp.           | Wed.   | Dlp.   |
| --------------- | ----------------- | --------------- | ---------- | ---------- | ----- | ----- | -------------- | -------------- | ------ | ------ |
| 2016/17         | Manchester United | Premier League  | 2          | 0          | 0     | 0     | 0              | 0              | 2      | 0      |
| 2017/18         | Manchester United | Premier League  | 13         | 0          | 6     | 0     | 4              | 0              | 23     | 0      |
| 2018/19         | Manchester United | Premier League  | 16         | 2          | 3     | 0     | 3              | 0              | 22     | 2      |
| 2019/20         | Manchester United | Premier League  | 27         | 4          | 3     | 0     | 7              | 1              | 37     | 5      |
| 2020/21         | Manchester United | Premier League  | 32         | 4          | 6     | 3     | 11             | 0              | 49     | 7      |
| 2021/22         | Manchester United | Premier League  | 30         | 1          | 2     | 1     | 5              | 0              | 37     | 2      |
| 2022/23         | Manchester United | Premier League  | 24         | 1          | 8     | 1     | 7              | 1              | 39     | 3      |
| 2023/24         | Manchester United | Premier League  | 32         | 7          | 6     | 2     | 5              | 1              | 43     | 10     |
| Club totaal     | Club totaal       | Club totaal     | 176        | 19         | 34    | 7     | 42             | 3              | 252    | 29     |
| Carrière totaal | Carrière totaal   | Carrière totaal | 176        | 19         | 34    | 7     | 42             | 3              | 252    | 29     |

Bijgewerkt t/m 26 juni 2024.

## Interlandcarrière
McTominay debuteerde op 23 maart 2018 onder leiding van de herintredende bondscoach Alex McLeish voor het Schots voetbalelftal. Dat verloor die dag een oefenwedstrijd op Hampden Park met 0–1 van Costa Rica door een treffer van Marco Ureña. McTominay moest in dat duel na 58 minuten plaatsmaken voor Stuart Armstrong. Andere debutanten namens Schotland waren Scott McKenna, Kevin McDonald, Jamie Murphy en Oliver McBurnie. Op 10 september 2018 speelde McTominay zijn eerste competitieve wedstrijd namens Schotland, tegen Albanië in de UEFA Nations League (2–0 zege). Na 79 minuten verving hij Callum McGregor. 
Op 12 november 2020 wist Schotland zich voor het eerst sinds 1998 te plaatsen voor een eindtoernooi. De finale van de play-offs van de EK-kwalificatie 2020 tegen Servië werd met een strafschoppenserie gewonnen. McTominay was een van de vijf spelers die zijn penalty benutte. Op het eindtoernooi miste McTominay geen minuut, maar werd Schotland al in de groepsfase uitgeschakeld. Op 9 oktober 2021 maakte McTominay zijn eerste interlanddoelpunt, in de blessuretijd van het WK-kwalificatieduel tegen Israël (3–2 zege). 
In de EK-kwalificatiereeks voor het EK 2024 was McTominay belangrijk met zeven goals in acht wedstrijden. Alleen gerenommeerd spitsen Romelu Lukaku, Cristiano Ronaldo, Kylian Mbappé en Harry Kane scoorden meer in de kwalificatiereeks dan de middenvelder. Hij werd op 7 juni 2024 door bondscoach Steve Clarke opgenomen in de Schotse selectie voor het EK 2024 in Duitsland. Schotland werd in de groepsfase uitgeschakeld na nederlagen tegen Duitsland (5–1) en Hongarije (0–1) en een gelijkspel tegen Zwitserland (1–1). McTominay kwam iedere wedstrijd in actie.